# Ottheinrich-Gymnasium Wiesloch
Das Ottheinrich-Gymnasium Wiesloch ist ein Gymnasium im baden-württembergischen Wiesloch. Die nach dem Kurfürsten Ottheinrich (1502–1559) benannte Schule ist ein öffentliches allgemeinbildendes Gymnasium. Es wird von Schülern aus Wiesloch und den umliegenden Gemeinden besucht.

## Geschichte
Am 13. Juni 1877 erfolgte durch Großherzog Friedrich I. von Baden die Genehmigung der neuen höheren Bürgerschule. Der Unterricht wurde mit 21 Sextanern und 41 Quintanern aufgenommen. Seit Beginn des Schuljahres 1883/1884 wurden auch Mädchen zugelassen. 1927 wurde die Schule zu einer neunklassigen Vollanstalt ausgebaut. Sie wurde Realgymnasium, dessen Reifezeugnis sowohl zum Besuch der Universität als auch einer technischen Hochschule berechtigte. Mit der Machtergreifung der Nationalsozialisten im Jahre 1933 wurde die Schule zum Realprogymnasium zurückgestuft. 1938 wurde sie erneut zur Vollanstalt ausgebaut. Die Schule erhielt den Namen Rupertschule, Oberschule für Jungen. Aus dem Realgymnasium Wiesloch wurde im Jahre 1965 das mathematisch-naturwissenschaftliche Gymnasium Wiesloch, indem ein neusprachlicher Zug (N2) mit der Fremdsprachenfolge Englisch/Latein/Französisch eingerichtet wurde. Im Rahmen des 125-jährigen Jubiläums im Jahre 2002 erhielt das bis dato „namenlose“ Gymnasium den Namen Ottheinrich-Gymnasium.

## Gebäude
Von Beginn bis 1966 wurde im Volksschulgebäude am Wieslocher Marktplatz unterrichtet, das kurz darauf dem neuen Rathaus wich. Das neue Schulgebäude auf der Gerbersruh konnte in den 1960er-Jahren schrittweise bezogen werden und wurde am 26. November 1966 eingeweiht. Es bestand aus dem A-, B- und C-Bau. 1996 wurde vorübergehend die Raumnot mit dem N-Bau, in dem hauptsächlich die Unterstufe unterrichtet wird, beseitigt. Im Sommer 2001 wurde nach Umbau die ehemalige Dämmelwaldgrundschule als D-Bau übernommen. 2005 wurde der E-Bau, der vorwiegend der Oberstufe dient, in Containerbauweise errichtet. Im Jahre 2008 wurde der F-Bau mit einer Mensa und diversen Freizeiteinrichtungen für die Schüler zu dem bisherigen Teil hinzugefügt. Er wurde am 11. Oktober 2008 am Tag des Schulfestes eingeweiht. Damit wurde ein wichtiger Schritt zur Einrichtung als Ganztagsschule eingeleitet, die im Zuge der Einführung des achtjährigen Gymnasiums erfolgte.

## Bekannte Schüler
- Shaham Joyce, Popsänger
- Fabienne Königstein, Leichtathletin
- Jürgen Kretz, Politiker (Bündnis 90/Die Grünen)
- Kai Schmidt-Eisenlohr, Politiker (Bündnis 90/Die Grünen)
- Gregor Steinbrenner, Fernsehmoderator
- Ute Vogt, Politikerin (SPD)
- Mitglieder der Ska-Band The Busters
- Robert Döring, Bestseller-Autor und Creator des Webvideokanals "wissensbert"[3]